# Robert Tapert
Robert Gerard Tapert (conosciuto anche come Rob Tapert, Robert G. Tapert o Rip Tapert) (Royal Oak, 14 maggio 1955) è un produttore cinematografico, produttore televisivo e sceneggiatore statunitense.
Dal 1998 è sposato con l'attrice Lucy Lawless, la protagonista della famosa serie tv fantasy Xena - Principessa guerriera.
È conosciuto in particolare per essere stato coinvolto nella produzione della trilogia de La casa di Sam Raimi e per essere stato co-creatore e produttore di serie televisive come: Spartacus, Hercules e Xena - Principessa guerriera.

## Filmografia parziale
- Il sacro male (The Unholy), regia di Evan Spiliotopoulos (2021)